# جيني ويزلي
جيني ويزلي (بالإنجليزية: Ginny Weasly)‏ هي شخصية خيالية من سلسلة هاري بوتر للمؤلفة البريطانية ج. ك. رولنغ، وهي ساحرة تتحدر من أسرة سحرية بالكامل هي الابنة الصغرى والوحيدة، أخت رون ويزلي أفضل أصدقاء هاري بوتر، وزوجة هاري فيما بعد. ساحرة متفوقة، من أصدقائها أيضاً هيرمايني غرينجر.

## المولد والنشأة
ولدت جينيفرا مولي ويزلي عام 11 أغسطس1981 أي بعد ولادة رون بعام واحد وهي فتاة خجولة ولكنها ذكية وجميلة لها شعر طويل وأحمر مثل بقية أفراد أسرتها وقد صنفت في منزل جريفندور وقد كانت تظهر اهتماما زائدا بهاري مند أن تعرف رون عليه في عامه الأول فكانت كثيرا ماتتحدث عنه خلال الصيف وقد رأت هاري لأول مره بعد أن جاء إلى منزل عائلتها بعد هربه من عمه القاسي وقد أحبها هاري في الجزء السادس ولكن قبل حبها لهاري كانت تخرج مع دين توماس و بعد ذلك انجذبت لهارى وأصبحا يخرجان معاً وعندما مات ألباس دمبلدور أخبرها هاري بأن يفترقا لأن فولدمورت قد يستغلها لو علم بعلاقتهما لكنها رفضت ذلك في البداية حتى أقنعها بضرورة ذلك فوافقت مكرهة على طلبه وأخبرته أنها لم تتفاجأ برغبته بملاحقة فولدمورت وأنه لن يهدأ إلا إذا قتله وأنها ربما لهذا السبب تحبه كل هذا الحب وعندما طلب رون وهيرموني مساعدته رفض حفاظاً على حياتهم ولكنهم أقنعوه بذلك فوافق مكرهاً وقد تذكر طلب دمبلدور بأن يبقى مع أصدقاءه.
لكن هاري لطالما أحب جيني لكنه لم يرد لها أن تموت لكنه تقبل بصعوبة إعجاب فيكتور كرام بها واخبره أنها مرتبطة بشخص ضخم.

## الصفات والقدرات
ماهرة جداً في تنفيذ التعاويذ التي تعلمتها من هاري في جماعة (الدي.إيه) أو جيش دمبلدور وكان اخوتها ينبهرون في قدراتها وهي جيدة في الكويدتش فقد كانت تتمرن عليه من وراء اخواتها فقد لعبت باحثة بدل هاري بوتر في رواية هاري بوتر وجماعة العنقاء ومطاردة في الرواية السادسة لهاري بوتر والأمير خليط الدم.

## المستقبل
زوجة هاري بوتر فيما بعد وسيكون لديها 3 أبناء.
جيمس سيريوس وليلي لونا وألباس سيفروس هاري سمّاهم على أعزّ النّاس لديه وهم:
- والده جيمس بوتر
- أبوه الروحي سيريوس بلاك
- أمه ليلي
- صديق والده ومعلمه موني حيث يرمز اسم لونا إلى القمر.
- ألباس دمبلدور: مدير مدرسة هوجوارتس وأستاذ هاري وأقوى ساحر في العالم
- سيفروس سنيب:مدرس الوصفات وأشجع رجل عرفه هاري.